# Centuri
Centuri (korsisch Cinturi) ist eine Gemeinde auf dem Cap Corse der französischen Insel Korsika. Sie grenzt im Westen an das Ligurische Meer. Nachbargemeinden sind Ersa im Norden, Rogliano im Osten und Morsiglia im Süden. Die Dörfer innerhalb der Gemeindegemarkung heißen Camera, Cannelle, Orche, Ortinola, Bovalo, Merlacce, Centuri-port und Mute. Das Siedlungsgebiet liegt durchschnittlich auf 210 Metern über dem Meeresspiegel. Die Bewohner nennen sich Centurais.

## Bevölkerungsentwicklung
| Jahr      | 1962 | 1968 | 1975 | 1982 | 1990 | 1999 | 2008 | 2012 |
| --------- | ---- | ---- | ---- | ---- | ---- | ---- | ---- | ---- |
| Einwohner | 257  | 257  | 243  | 195  | 201  | 229  | 225  | 211  |

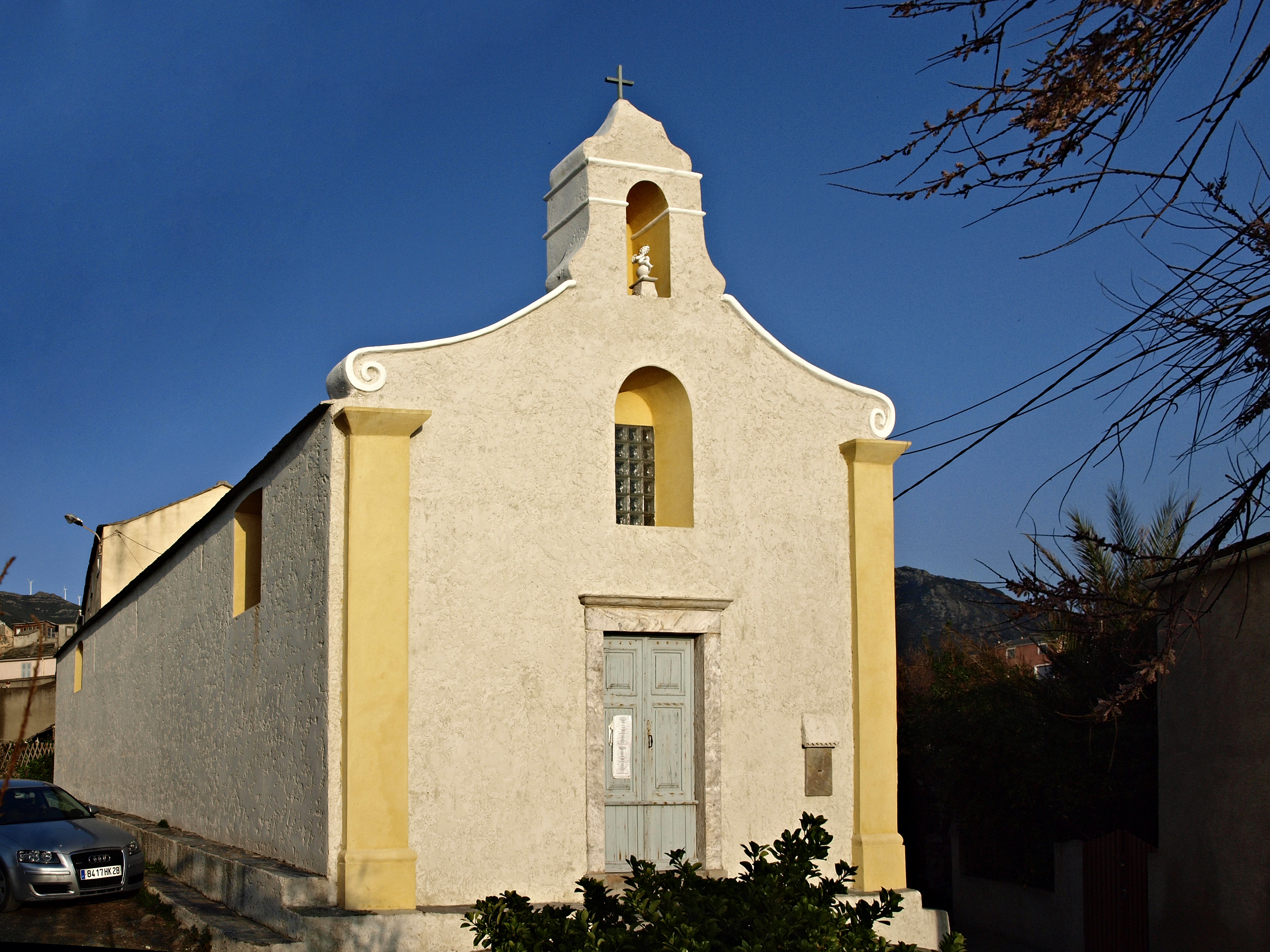
Kapelle Saint-Antoine
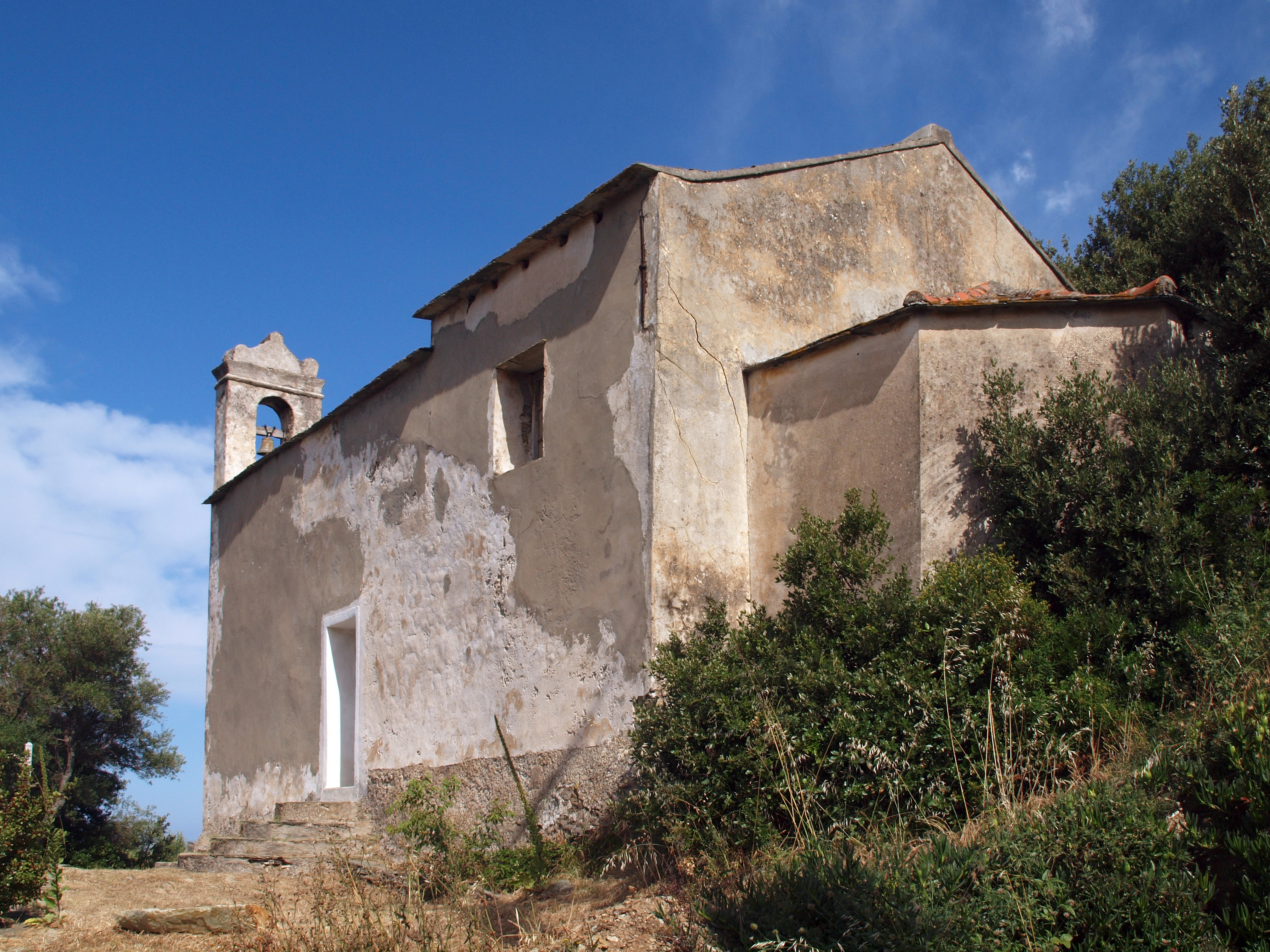
Kapelle Sainte-Trinité
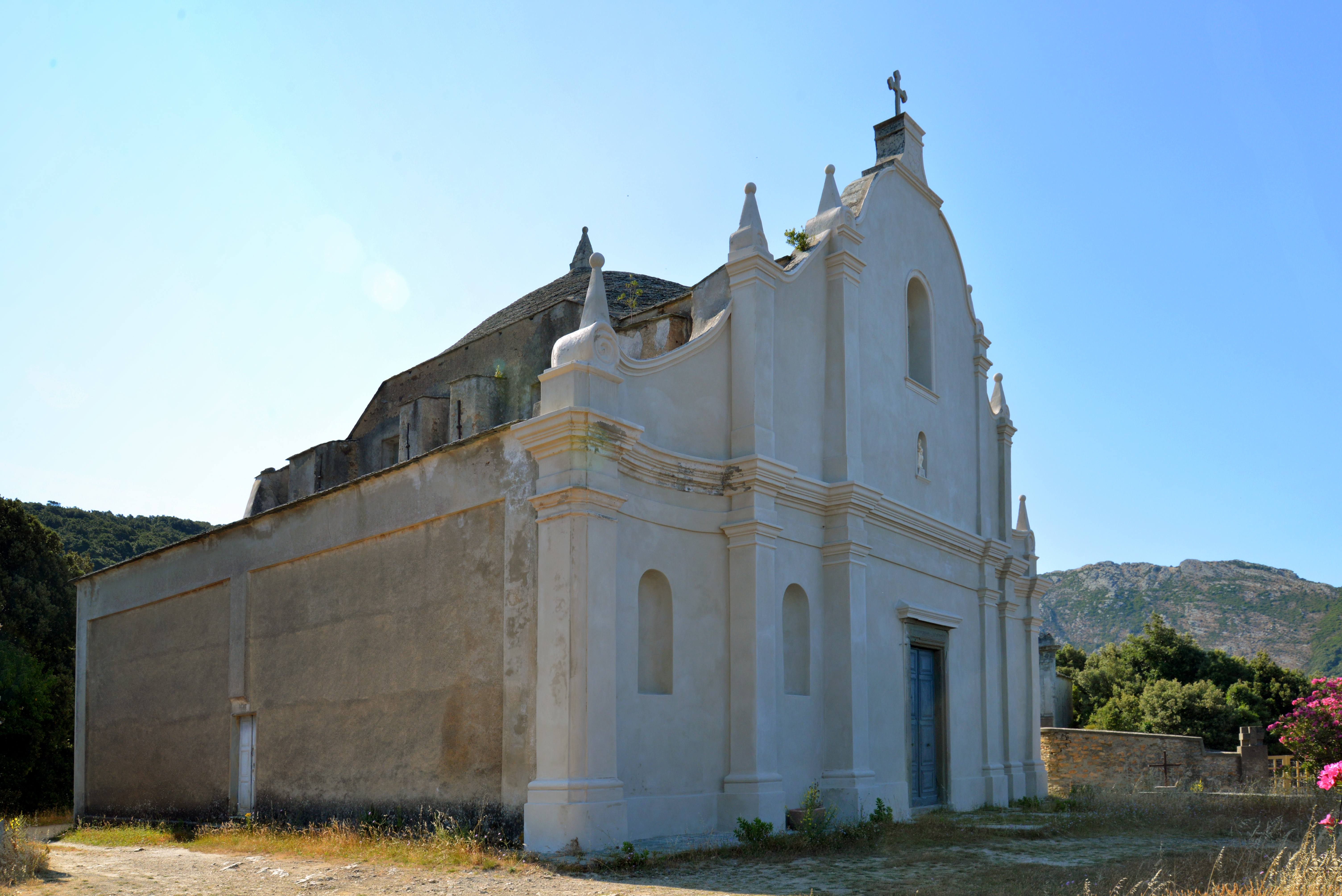
Kirche Saint-Sylvestre
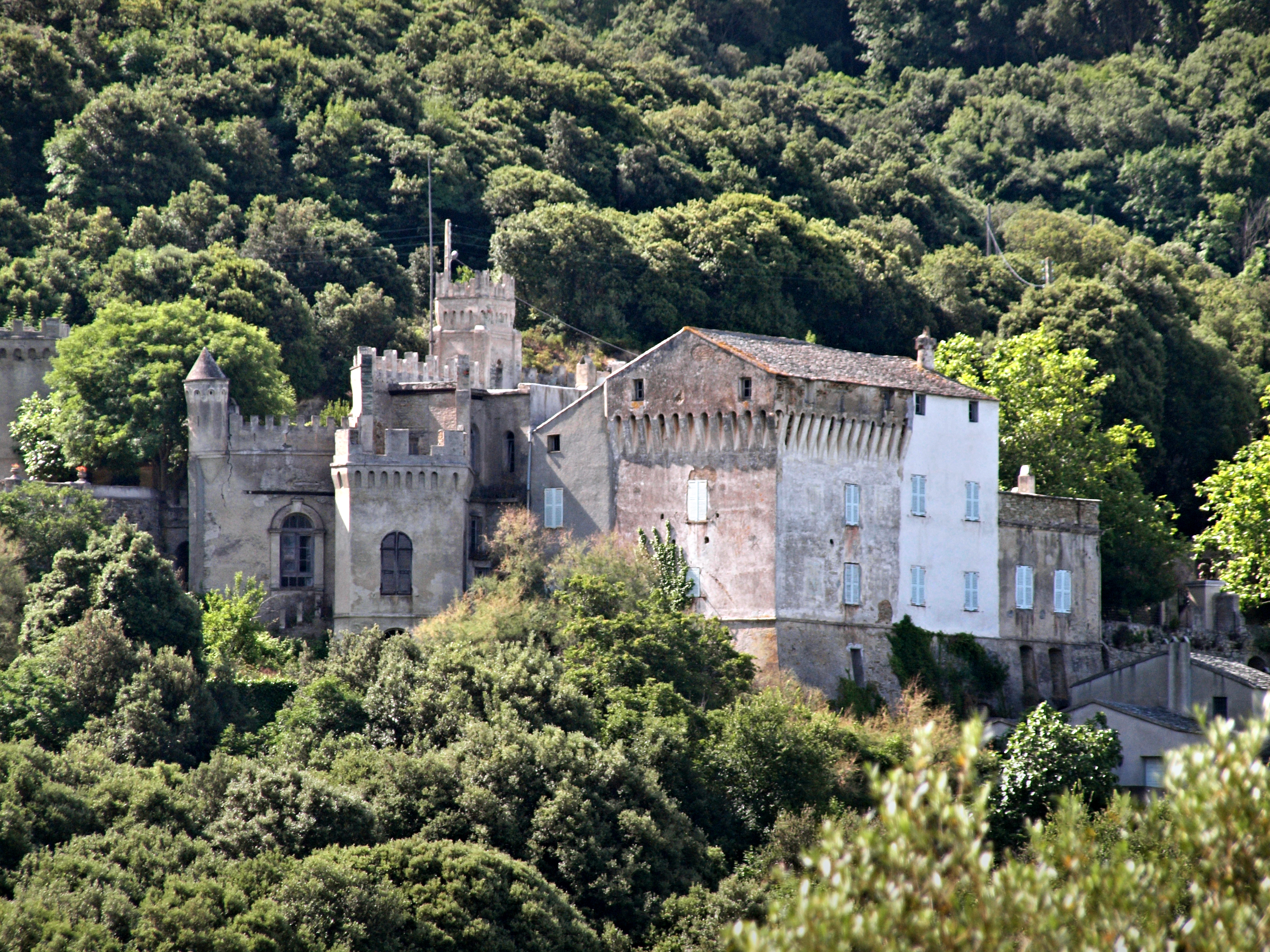
Schloss Merlacce mit dazugehörendem Garten
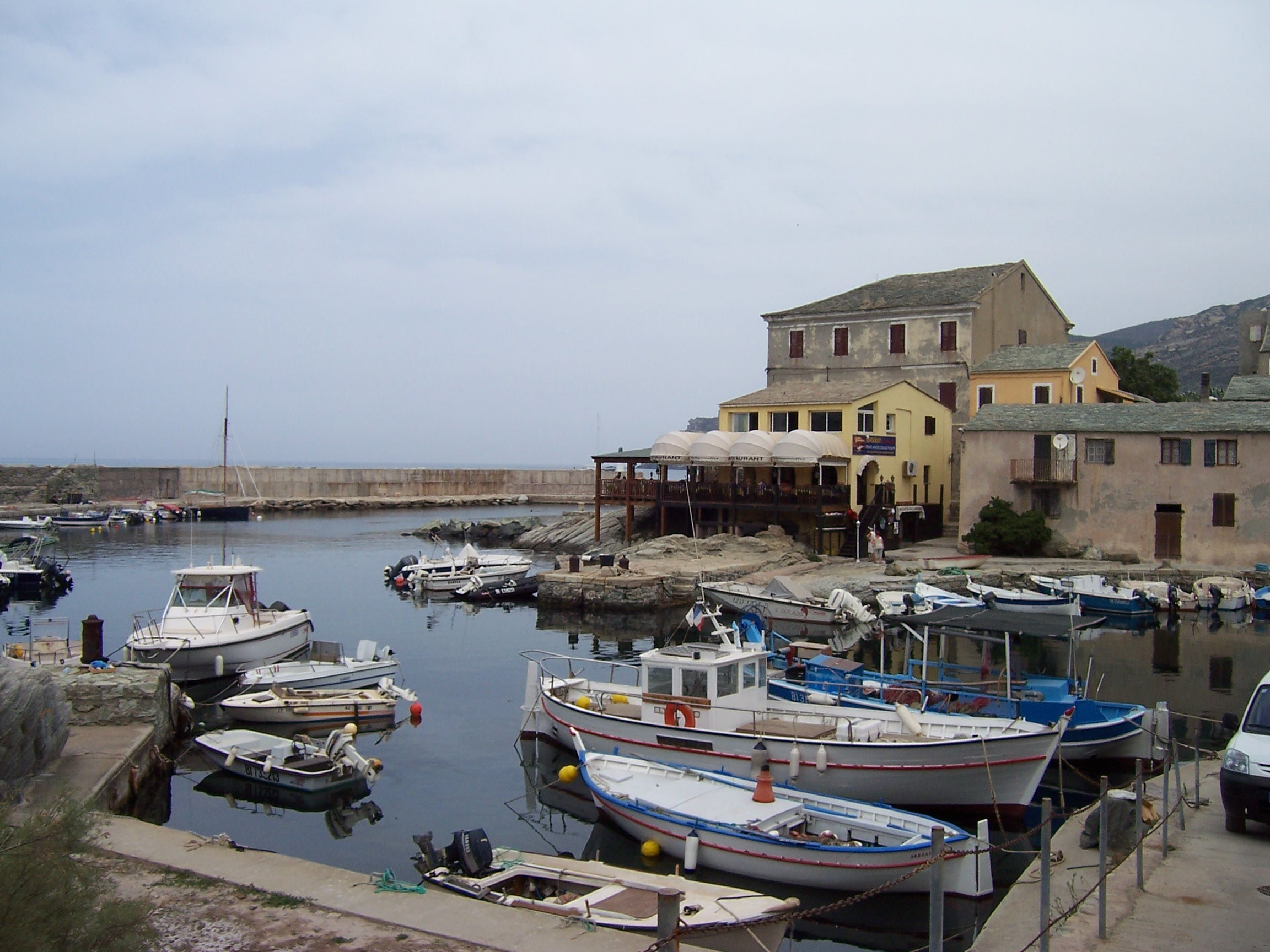
Hafenanlagen von Centuri
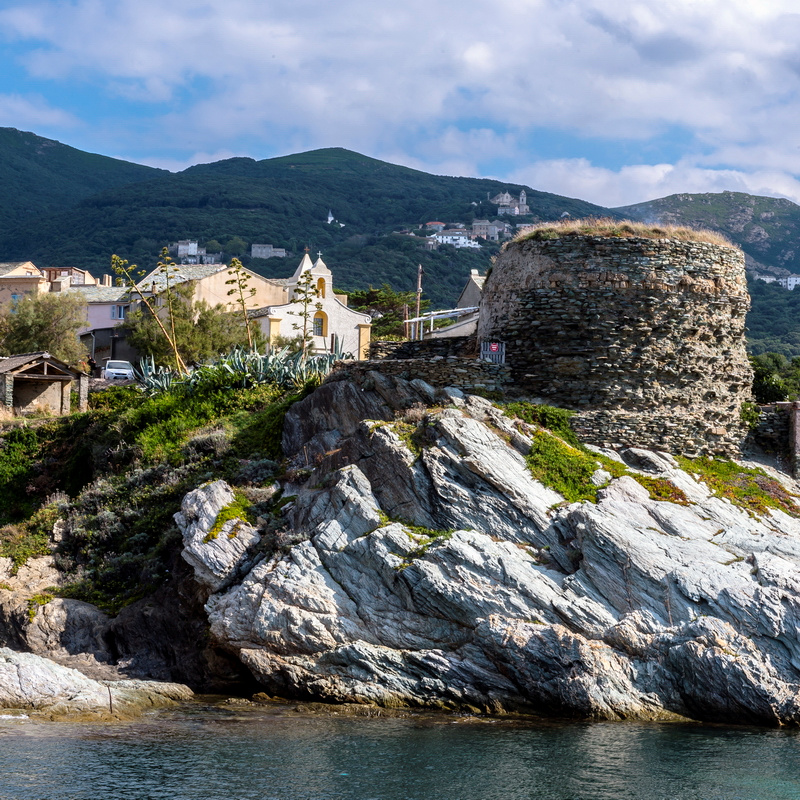
Tour de Centuri